# Saint-George SA

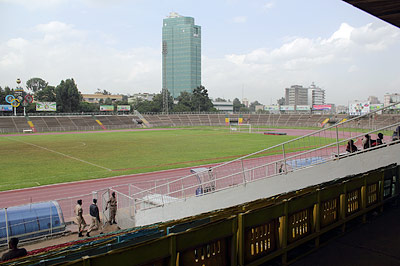
Stadion van Addis Ababa

Saint-George Sport Association is een Ethiopische voetbalclub uit de hoofdstad Addis Abeba. De club wordt ook Kedus Giorgis genoemd.

## Erelijst
- Landskampioen
  - 1950, 1966, 1967, 1968, 1971, 1975, 1985, 1986, 1987, 1990, 1991, 1992, 1994, 1995, 1996, 1999, 2000, 2002, 2003, 2005, 2006, 2008, 2009, 2010, 2012, 2014, 2015, 2016, 2017, 2022, 2023
- Beker van Ethiopië
  - Winnaar: 1952, 1953, 1957, 1973, 1974, 1975, 1977, 1993, 1999, 2009, 2011, 2016
  - Finalist: 1998, 2010, 2013

## Bekende (ex-)spelers
- Assani Bajope
- Abraham Kumedor
- Saladin Said
- Fikru Tefera
- Mengistu Worku